# Aquaculture multitrophique intégrée

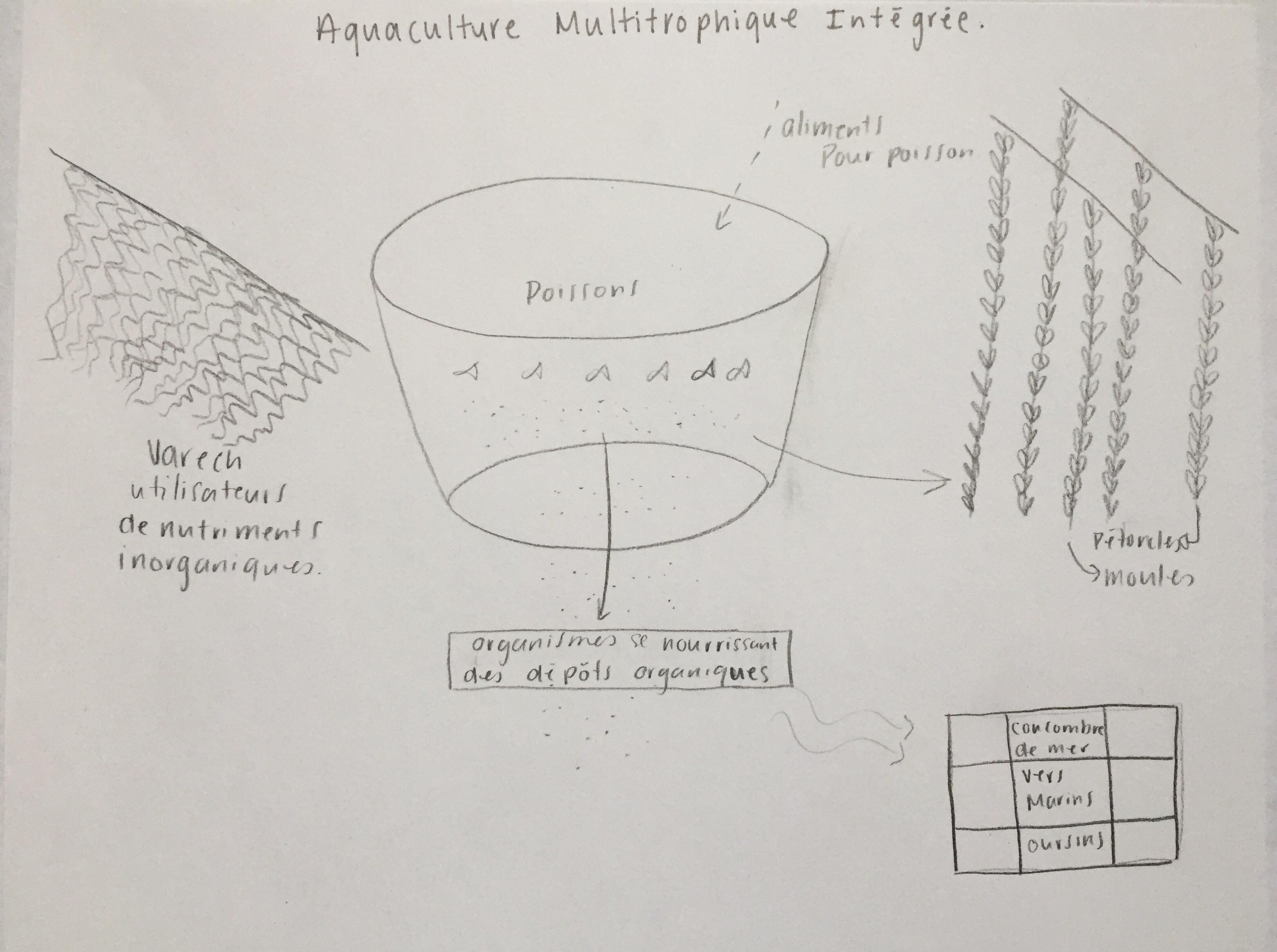
Aquaculture multitrophique intégrée

L’aquaculture multitrophique intégrée, aussi appelée AMTI, est un type d'aquaculture (élevage de poissons). Elle est considérée comme une façon durable de produire des aliments d’origine marine. Cette technique consiste à inclure dans son système les bases d’un réseau trophique naturel permettant d’assurer une meilleure conservation de l’environnement tout en répondant à une demande mondiale en aliments et en assurant un revenu économique particulièrement important pour les producteurs aquacoles ayant un système multitrophique intégré.
Les scientifiques s’entendent pour dire que la pression de pêche est trop élevée sur la majorité des populations de poissons, ce qui entraîne l’effondrement d'une part importante de portion exploitable d’une population d’une espèce de poisson dans une zone de pêche à l’échelle mondiale. Ces effondrements créent une perte de biodiversité très importante à l'échelle globale. L’aquaculture est donc en général une option satisfaisante pour empêcher cette surpêche d’espèces de consommation, l’aquaculture multitrophique intégrée est cependant une solution plus pérenne.

## Contexte général

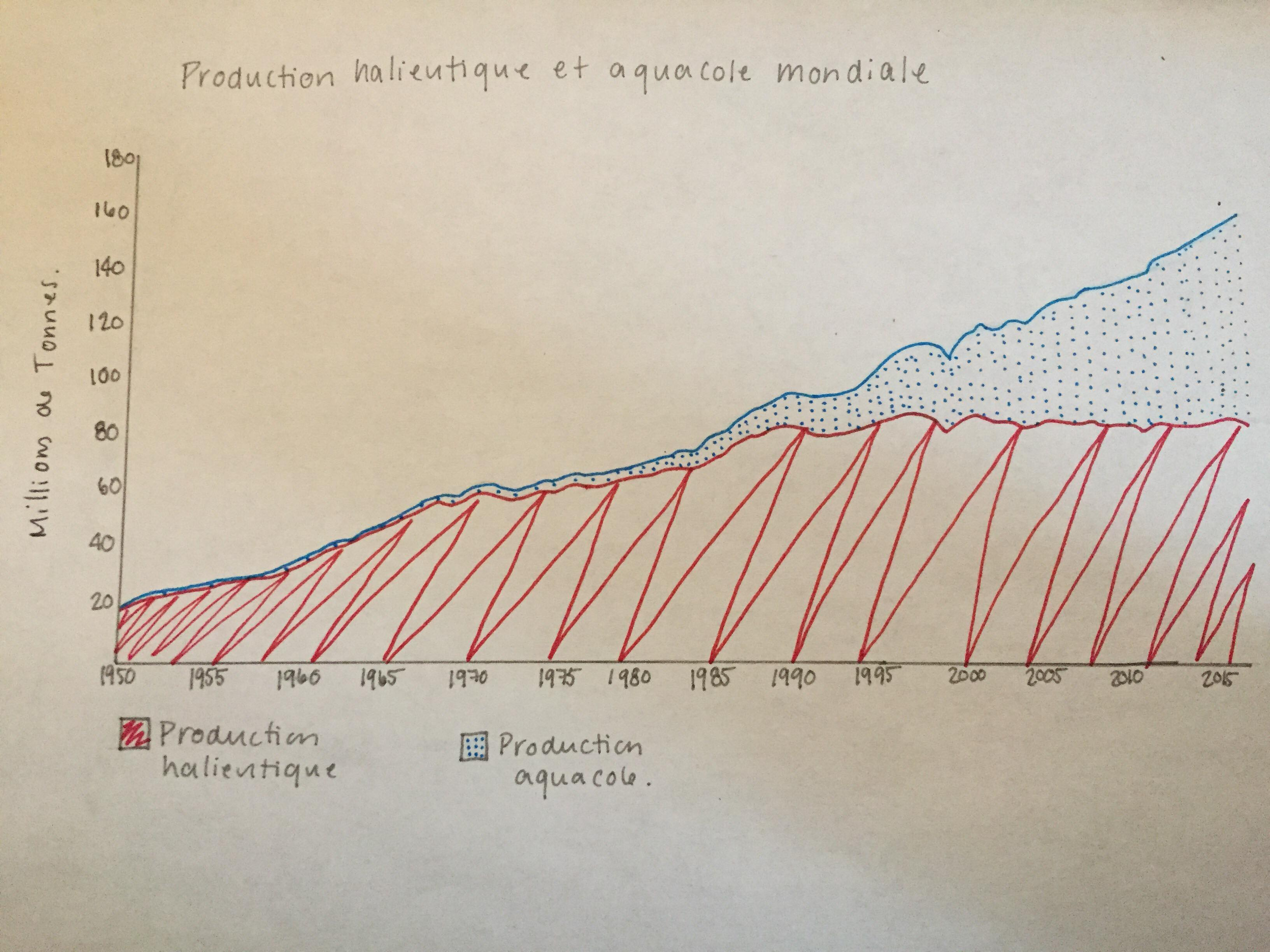
Production halieutique et aquacole mondiale selon des données de la FAO 2018

Les estimations indiquent que la population mondiale devrait être de 9,6 milliards de personnes d’ici 2050. Cette croissance démographique importante pose problème au niveau des ressources alimentaires disponibles et oblige les industries à revoir leurs modes de production afin d’assurer la sécurité nutritionnelle de tous. Au départ, la provenance des protéines aquatiques venait principalement de la pêche. Mais l’effondrement des stocks de pêche à travers le monde est l'un des facteurs incitant la population mondiale à devoir se tourner vers certaines alternatives pour répondre à la demande croissante au niveau des protéines d’origine aquatique. C’est pourquoi plusieurs technologies tentent de répondre de façon durable à la conservation des stocks d'organismes marins tout en maintenant l’apport de produit d'origine aquatique consommé à l’échelle mondiale. De toute évidence, l’aquaculture intensive est l'une des façons connues pour répondre à cette demande et prend une part de plus en plus grande de la consommation de produit de la mer (en 2016 110 200 000 tonnes produites par l’aquaculture contre 90 900 000 tonnes pour la pêche marine et continentale). Il a été démontré que la croissance constante de l’aquaculture à l'échelle globale arrivera à pallier la demande en produits de la mer sans devoir augmenter la pression de pêche sur les stocks. Au fil du temps, l’aquaculture s’est diversifiée et à ce jour de nombreux organismes peuvent maintenant être produits en ferme aquacole plutôt que prélevés en milieu naturel. En effet, par l’aquaculture, il est possible d’élever des poissons, des crustacés, des invertébrés, des plantes aquatiques, qui par la suite peuvent être vendus sur plusieurs marchés à travers le monde. En revanche, cette technologie entraîne de nombreuses problèmes non négligeables (création de zone anoxique, diminution de la qualité de l’eau, destruction de l'habitat, etc.). Cependant, l’aquaculture multitrophique intégrée semble présenter beaucoup de solutions. En effet, ce type d’aquaculture est une façon assez durable d’élever plusieurs organismes de différents niveaux trophiques au sein d’une même aquaculture dans le but de faire profiter certains organismes des déchets produits par les autres, mais également de diminuer les impacts environnementaux généralement présents dans les aquacultures conventionnelles en milieux ouverts. Chaque espèce présente dans un système d’AMTI est judicieusement choisie pour ses fonctions et pour sa contribution au système. Alors que l’AMTI se veut une approche équilibrée en gestion des écosystèmes, elle présente également des avantages au niveau de l’économique et au niveau de la rentabilité de l’espace. En ce sens, l’aquaculture multitrophique intégrée devient donc avantageuse pour les producteurs, pour les écosystèmes ainsi que pour la population mondiale.

## Fonctionnement
L’aquaculture multitrophique intégrée est une façon plus durable de cultiver des organismes aquatiques comme des poissons, des mollusques ainsi que des plantes marines dans le but de les consommer. Les organismes composant ce réseau complexe sont choisis avec soin afin que chacune des espèces présentent au minimum un avantage pour une autre, recréant ainsi artificiellement un système présent dans la nature, soit un réseau trophique.
Un exemple très fréquent de combinaison d’espèces : espèce de poisson de niveau trophique élevé (saumon, morue, etc.), concombre de mer, oursins, vers marins, moules, pétoncles, macro-algues (varech). Dans le cas présent, les poissons seront nourris avec une certaine quantité d’aliments secs et produiront inévitablement des déchets organiques et inorganiques provenant de leurs fèces, mais également des restes alimentaires. Les organismes filtreurs (pétoncles, moules, etc.) pourront récupérer par leur méthode d’alimentation les excédents alimentaires et toute autre matière en suspension, alors que les organismes comme les concombres de mers et vers marins pourront s’alimenter des déchets fécaux produits par les filtreurs ainsi que ceux produits par les poissons. Quant aux algues, elles utilisent les déchets inorganiques des autres organismes et assurent un rejet constant d’oxygène dans le milieu venant ainsi contrer l’effet d’anoxie (déficience en oxygène) généré par l’augmentation de la production de déchets par unité de surface.
L’objectif ultime est donc de s’assurer que tous les déchets produits soient récupérés à un certain niveau dans le réseau et qu’ils soient ainsi non disponibles à enrichir le milieu. L’AMTI est donc une usine de recyclage des nutriments à l’échelle de la ferme aquacole réduisant par le fait même les effets néfastes d’une ferme conventionnelle.
En 2015, Sasikumar a proposé une série d’aspects à prendre en compte dans le but d'avoir un système d'AMTI performant et optimal. En effet, elle suggère de choisir des espèces ayant des rôles complémentaires puisque ce ne sont pas toutes les espèces qui peuvent vivre des déchets des autres, mais également de choisir des espèces dont l’impact environnemental est faible. Aussi, il est suggéré de choisir des espèces natives de l’endroit de l’aquaculture pour ainsi diminuer les impacts d'un possible échappement sur la faune locale, mais également des espèces dont le taux de croissance est rapide et qui a une valeur économique sur plusieurs marchés à travers le monde.

## Avantages et inconvénients

### Avantages
Il est à noter que l’aquaculture conventionnelle s’intégrait au départ dans une optique de développement durable et avait aussi comme objectif de produire des protéines animales en grande quantité, mais sur un petit territoire permettant de nourrir beaucoup plus de gens tout en diminuant la pression de pêches sur les espèces naturelles. Que ce soit pour la production de poissons ou pour la production de n’importe quel autre type d’organismes aquatiques, de multiples problèmes sont survenus dans les écosystèmes naturels à la suite de l’implantation de fermes aquacoles intensives en milieu ouvert,. En effet, la création de zones anoxiques ou zones mortes et la diminution de la qualité de l’eau et de l’habitat autour de ces zones de production ainsi que la destruction même des habitats porte préjudice à plusieurs autres organismes marins comme les organismes benthiques, menaçant ainsi la biodiversité ainsi que la biomasse d’organismes marins,,.

### Inconvénients
Plusieurs problèmes liés à l’aquaculture sont toujours présents même en aquaculture multi trophique intégrée. En effet, les risques d’évasion des poissons lors de bris matériels restent réels malgré une meilleure gestion du système. Combinée à l’augmentation de la présence de maladie dans les fermes aquacoles, l’évasion de certains individus peut mener à la contamination des espèces indigènes affectant les populations naturelles. De plus, le partage génétique des poissons d’élevages avec les poissons locaux peut avoir des impacts sur la survie des descendants. Aussi, selon de récentes données de la FAO, 5 millions de tonnes de poissons pêchés annuellement sont utilisées à des fins non alimentaires et donc utilisées entre autres afin de faire des farines ou des huiles de poisson pour nourrir les poissons d’élevage aquacole.
Que l’on soit dans un système AMTI ou un système d’aquaculture intensive conventionnel, certains problèmes restent à régler dans le but d’augmenter la conservation des espèces sauvages et ainsi préserver la biodiversité présente dans les océans. De toute évidence, comme le suggère une chercheuse de l’ICAR-Central Marine Fisheries Research Institute, il reste judicieux de choisir des espèces natives de la région dans le but de minimiser les impacts d’une possible évasion. Malgré la mise en place de système très durable comme les systèmes AMTI, il est impératif de créer de nouvelles stratégies de gestion des stocks puisque le déclin rapide des stocks de poisson montre qu’il y a plusieurs lacunes dans la façon dont ils sont gérés.

### L’aquaculture multitrophique et la biodiversité
Les désavantages de l’aquaculture ont été documentés extensivement et ont fréquemment été observés. Ces effets sont particulièrement dus à l’accumulation de déchets de poisson (fortement concentrés en azote et en phosphore) et donc à l’eutrophisation accélérée de ces zones. L’eutrophisation est en effet due à une accumulation trop importante de déchets organiques (fèces), de nourriture non consommée et de déchets métaboliques provenant des organismes de niveaux trophiques élevés (poissons, crevettes, etc.) de l’aquaculture,. Une fois ces déchets déposés dans les fonds marins, ils s’accumulent et l’activité bactérienne présente dans les sédiments s’occupe de les décomposer. Néanmoins, cette décomposition consomme la majeure partie de l’oxygène présent dans cette zone ce qui en laisse très peu, voire pas du tout pour les autres espèces. Les sédiments devenant ainsi anoxiques, aucune espèce ne peut s’y implanter. Une étude menée en 2006 suggérait que la présence de ferme aquacole pouvait réduire de 50 % la biodiversité d’organismes benthiques dans les sédiments sous-jacents dû à un manque d'oxygène. En ce sens, l’aquaculture multitrophique intégrée vient assurer un recyclage constant des nutriments excédentaires et autres déchets et assure donc une conservation de la qualité de l’environnement et donc un endroit favorable pour la biodiversité.
De plus, d’autres types d’aquaculture, comme la pénéiculture, sont responsables de la destruction d’une quantité assez importante de mangroves dans les régions du Sud. En effet, de 1979 à 1993, 32 % des mangroves ont été détruites dans le monde dans le but d’y faire de la culture intensive, détruisant par le fait même un habitat qui naturellement un des plus riches en biodiversité à l’échelle mondiale. D’autres études réalisées montrent que 75 % de l’aquaculture totale de crevette en Asie est faite d'un écosystème de mangroves ; en 1990, en Colombie, 30 % des mangroves étaient utilisées pour l’aquaculture de crevettes, et que cette industrie est responsable de la perte de 50 % des mangroves du delta du Mékong au Vietnam. De plus, une étude parue en 2018 a permis de démontrer qu’au Mexique, en effectuant la restauration de 50 ha de mangroves le long de la côte, les pêcheurs ont multiplié par six leur revenu quotidien provenant de la pêche, prouvant ainsi les effets bénéfiques de la présence de mangroves sur les communautés de poissons sauvages et donc par le fait même sur la biodiversité aquatique. En incluant les crevettes dans une ferme aquacole multitrophique intégrée comme consommateur de niveau trophique supérieur (peut être mis à la place des poissons) on réduit ainsi la surface nécessaire à cette aquaculture permettant aussi aux mangroves de garder leur intégrité et leur biodiversité.
Alors qu’il est reconnu que la biodiversité aquatique semble généralement plus affectée par l’activité humaine que la biodiversité terrestre, il est très important de reconnaître les avantages non négligeables de l’aquaculture multitrophique intégrée sur la conservation de la biodiversité aquatique.